# Tasto Windows

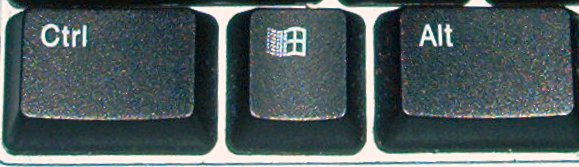
Il tasto Windows (al centro) usato nelle tastiere progettate per Windows 95, 98, 2000 e ME.

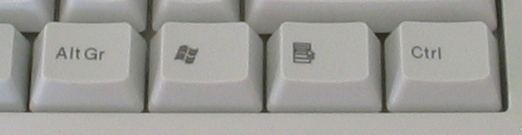
Il tasto Windows (terzo da destra) usato nelle tastiere progettate per Windows XP, Vista e 7.

Il tasto Windows ⊞ Win, noto anche come tasto Super, tasto Meta, tasto Start, MOD4, è un tasto introdotto sulle tastiere per IBM compatibili antecedentemente l'introduzione di Windows 95 e divenuto poi un tasto standard. Il suo inserimento nelle tastiere, congiuntamente a quello del tasto Menu, ha segnato il passaggio dalle tastiere per PC con 101/102 tasti a quelle con 104/105 tasti.

Il tasto riporta il logo "Windows", il cui utilizzo da parte dei costruttori di tastiere è regolamentato da Microsoft con un programma detto Windows Logo Program.

## Disposizione sulla tastiera
Generalmente sono presenti 2 tasti "Windows": il primo è posto a sinistra della tastiera, fra il tasto Ctrl ed il tasto Alt, mentre il secondo è posto a destra, fra il tasto Alt Gr ed il tasto "Menu". Sui portatili è presente normalmente il solo tasto "Windows" sinistro.

## Il tasto Windows sui sistemi Microsoft
L'introduzione del tasto "Windows" sulle tastiere è antecedente alla presentazione di Windows 95. Su Windows 3.1, nonostante questo sistema non supporti nativamente il tasto, può essere utilizzato se il software supporta la tastiera che lo integra.
La pressione del tasto consente di aprire il menu Start del sistema. Se la pressione avviene mentre è in esecuzione un'applicazione a tutto schermo che non visualizza la barra delle applicazioni, come ad esempio un gioco, il sistema minimizzerà l'applicazione senza terminare il programma.
Il tasto "Windows" può essere usato in combinazione altri tasti speciali per invocare diverse funzioni di uso comune. Alcuni esempi sono i seguenti:
Windows XP
- ⊞ Win+D mostra il desktop, o ripristina i programmi nascosti se premuto una seconda volta.
- ⊞ Win+E apre l'Explorer di Windows.
- ⊞ Win+M minimizza tutte le finestre.
- ⊞ Win+F1 apre l'Help.

Windows Vista
- ⊞ Win+G seleziona un gadget dalla Windows Sidebar e porta tutti i gadget in primo piano.
- ⊞ Win+Spazio mostra la Windows Sidebar.

Windows 7
- ⊞ Win+Spazio attiva Aero Peek.
- ⊞ Win+↑ massimizza la finestra attiva.
- ⊞ Win+↓ minimizza la finestra attiva.
- ⊞ Win+← sposta a sinistra la finestra attiva.
- ⊞ Win+→ sposta a destra la finestra attiva.

Windows 10
- ⊞ Win+A apre il Centro notifiche.
  - ⊞ Win+V o ⊞ Win+⇧ Maiusc+V scorre le notifiche.
- ⊞ Win+V apre la cronologia degli appunti (dopo l'aggiornamento di ottobre 2018).[5]
- ⊞ Win+C attiva Cortana in modalità di ascolto.
- ⊞ Win+G apre la Xbox Game Bar.
  - ⊞ Win+Alt+R avvia o arresta la registrazione.
  - ⊞ Win+Alt+G registra gli ultimi 30 secondi quando la registrazione in background è attivata per il gioco.
  - ⊞ Win+Alt+T mostra o nasconde il timer di registrazione.
  - ⊞ Win+Alt+Stamp salva istantaneamente uno screenshot.
- ⊞ Win+I apre Impostazioni.
- ⊞ Win+F apre l'Hub di feedback.
- ⊞ Win+W apre il pannello Widget.
- ⊞ Win+Tab ⇆ apre la visualizzazione delle attività (apre la sequenza temporale e rimane dopo l'aggiornamento di aprile 2018).[6]
- Da ⊞ Win+↑+← a ⊞ Win+↓+→ per allineare una finestra agganciata a destra o sinistra al corrispondente quadrante dello schermo.
- ⊞ Win+Ctrl+D crea un nuovo desktop virtuale.
- ⊞ Win+Ctrl+⇧ Maiusc+B aggiorna la visualizzazione in caso di blocco dello schermo.
- ⊞ Win+Ctrl+F4 chiude il desktop virtuale attivo.
- ⊞ Win+Ctrl+← o → passa da un desktop virtuale all'altro.
- ⊞ Win+. o ; apre il pannello delle emoji durante la digitazione (modificato nell'aggiornamento di maggio 2019).[7]
- ⊞ Win+H apre la barra degli strumenti di dettatura (dopo Fall Creators Update).[8]
- ⊞ Win+P richiama le impostazioni di proiezione: Solo schermo PC, Duplica, Estendi, Solo secondo schermo e Connetti a uno schermo wireless.
- ⊞ Win+⇧ Maiusc+S Apre lo strumento Cattura e annota per acquisire la selezione dello schermo e inserirla negli appunti.

## Il tasto Windows sui sistemi non Windows
Il tasto "Windows" può essere utilizzato anche su sistemi non Windows. Sotto Unix è generalmente indicato come tasto "Meta" o tasto "Super". Nei desktop GNOME e KDE di Linux il tasto "Windows" può essere utilizzato previa configurazione, ed è indicato come tasto "Mod4", tasto "Meta" o tasto "Super".
Se si usa una tastiera non Apple con un sistema macOS, il tasto "Windows" svolge i compiti del tasto "Command".